# ロス128b
ロス128b（英語: Ross 128 b）は、おとめ座の方向に約11光年離れた位置にある赤色矮星ロス128を公転している地球サイズとされている太陽系外惑星である。

## 発見
2017年11月15日に、チリラ・シヤ天文台にあるHARPSで、12年間に渡って観測を行ったフランスの研究チームによって、その存在が発表された。惑星の重力によって主星が揺れ動く様子を捉えるドップラー分光法による発見であった。

## 特徴

### 軌道要素
ロス128bは主星からは0.0496au（約750万km）離れており、これは、太陽系の太陽～水星間（0.387au）の距離の約12%に満たない。約10日で、軌道を一周している。軌道離心率は0.116でやや歪んでいるとされている。2017年11月現在、ロス128bの恒星面通過（トランジット）は確認されていない。

### 物理的特徴
発見手法であるドップラー分光法の制約上、求められる物理的特徴は下限質量に限られる。その下限質量は、地球の1.40倍と見積もられており、これはロス128bが地球のような岩石惑星である可能性が高い事を示している。仮に、質量がこの下限質量だと仮定すると、表面での重力の強さは、地球上の1.12倍になる。このような地球程度の質量を持った太陽系外惑星は、知られている中では、地球の1.27倍以上の質量を持ち、4.2光年離れているプロキシマ・ケンタウリbに次いで2番目に太陽系に近い太陽系外惑星である。しかし、ロス128が太陽系に接近しているため、約79,000年後にはプロキシマ・ケンタウリbを追い抜いて、太陽系に最も近い、地球程度の質量を持った太陽系外惑星となる。恒星面通過を起こさないため、その大きさは知られていないが、プエルトリコ大学アレシボ校のPlanetary Habitability Laboratoryは、地球の0.8倍から1.5倍の間と推定している。

## 生命の可能性
ロス128bは、ロス128のハビタブルゾーンの内縁付近を公転しているため、表面温度は-60℃から28℃になっているとされており、液体の水や生命体が存在出来る可能性がある。Planetary Habitability Laboratoryが定めた地球類似性指標（ESI）の値は0.86で、これは2017年11月現在、TRAPPIST-1d、GJ 3323 b、ケプラー438bに次いで4番目に高い値である。また、ロス128bの発見が特に注目された理由として、主星ロス128の恒星活動が挙げられる。ロス128を含む赤色矮星は、恒星活動が非常に活発である事が多く、大規模なコロナ質量放出（CME）によって、強いX線や紫外線、プラズマなどの有害物質を放出している。こうした恒星の周りに、表面温度が生命に適切な惑星が存在していたとしても、大気を剥ぎ取られたり、生態系に大きな悪影響を及ぼす可能性がある。実際に、プロキシマ・ケンタウリやTRAPPIST-1といった赤色矮星も、ハビタブルゾーン内に惑星を持つが、恒星活動が活発なため、表面に存在しているかもしれない大気や生命体に大きな影響を及ぼしている可能性が高い。しかし、ロス128bの場合、ロス128が赤色矮星にしては、はるかに恒星活動が穏やかであるため、ロス128bが受けるエネルギー量は地球の1.38倍に留まっているとされており、今後の地球外生命体探索に大きな期待が寄せられている。しかし、過去には活動が活発であった期間もあり、その際にロス128bが大きな影響を受けていた可能性も示されている。